# Molly Sterling
Molly Sterling (nascuda el 8 de març de 1998) és una cantant i compositora irlandesa que va representar Irlanda al Festival d'Eurovisió de 2015 amb la cançó "Playing With Numbers" (Jugant amb Números en anglès).

## Discografia

### Extended plays
| Títols           | Detalls                                                      |
| ---------------- | ------------------------------------------------------------ |
| Strands of Heart | - Llançament: novembre del 2014 - Format: Descàrrega digital |

### Singles
| Any  | Títol                  | Millor posició | Àlbum |
| Any  | Títol                  | IRE            | Àlbum |
| ---- | ---------------------- | -------------- | ----- |
| 2015 | "Playing with Numbers" | —              | N/D   |